# コーンカロリーメーター

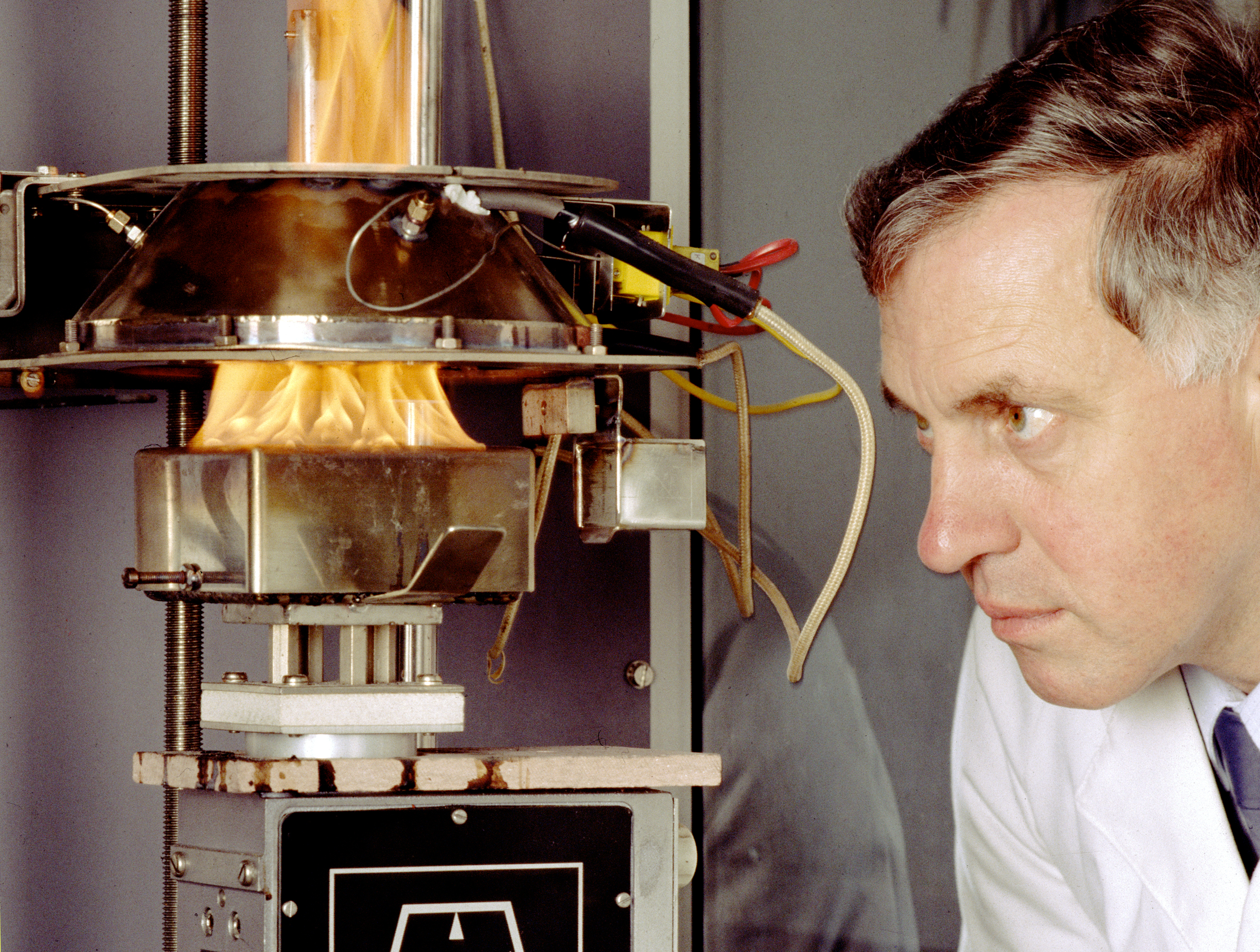
コーンカロリーメーターの使用例。機械に設置された熱可塑性の壁が装置を囲んでおり、科学者と炎の間に安全のための仕切りが有る。

コーンカロリメーター（Cone calorimeter）は、さまざまな材料の凝縮相での火災特性を、少量の試料で研究するために使用される装置である。
火災安全工学の分野で広く使用される。

## 解説
コーンカロリーメーターを用いて、点火時間、質量損失、燃焼生成物、発熱率など、試料の燃焼特性に関連するパラメーターについてのデータを収集する。発熱率の測定原理は、有機物の総燃焼熱量が燃焼に必要な酸素量に直接関係しているというハゲットの原理に基づいている。
現代の火災安全工学において発熱率は火災エネルギーの主要な指標であり、酸素消費量に基づく熱量測定法は、研究と規制の両面で火災試験において基本的な分析の1つとなっている。コーンカロリーメーターは試料表面上に異なる熱流束を加えることが可能であり、この熱流束を生成する放射加熱器の円錐形が名前の由来となっている。

## 開発
1960年代に、米国国立標準技術研究所（NIST）の研究者たちは、火災による発熱量が火災の成長率に直接関係している事を示し、火災による生命や財産への主要なリスク要因であることを明らかにした。発熱量を測定するために使用されていた既存の装置は、通常、燃焼している物質に空気を通すことにより、加熱された空気の温度上昇を測定することで発熱量を推定していた。しかし、これらの発熱量の測定はしばしば不正確であったため、より信頼性の高い方法が望まれていた。
1960 年代から 1970 年代にかけて、発熱量をより正確に推定する方法を開発する努力が行われていた。 1977 年、ウィリアム パーカーの報告により、さまざまな燃料で消費される酸素の単位あたりの燃焼中の発熱量がほぼ一定であることが示された。これにより、燃焼中に消費される酸素を測定することで火災による発熱量を推定することが可能となり、この方法は酸素消費熱量測定と呼ばれる。この発見は、実際には酸素消費熱量測定の再発見であり、酸素消費熱量測定は、1917 年に W. M. ソーンストンによって初めて発見されていた。彼の研究では、有機溶媒およびガス燃焼中に消費された酸素の単位質量あたり一定量の熱が放出されることを明らかにしていた。 クレイトン・ハゲットは 1980 年の論文で厳密な証明を行い、酸素消費熱量測定が従来の方法よりもはるかに正確な発熱量推定方法であるという確信を火災安全工学コミュニティにもたらした。酸素消費熱量測定の開発を通じた火災安全工学への貢献により、2016 年のディネンノ賞は故クレイトン・ハゲットの表彰とともにウィリアム・パーカーに授与された。
酸素消費熱量測定の開発に続いて、実際の発熱量測定機器にその原理を実装する作業が開始された。 1982 年、火災研究センターの Vytenis Babrauskas らは、初の酸素消費熱量計を使用して材料の発熱量 (および可燃性) を測定するコーンカロリーメーターを開発した。コーンカロリーメーターは、現代の火災安全試験の重要な機器としてすぐに認識され、1988 年にR&D 100 Awardsによって広く認められるようになった。コーンカロリーメーターは現在、規制と研究の両方の目的で使用されている。

## 火災安全工学
コーンカロリーメーターは火災の試験や研究にも活用されており、僅かなサンプル (約 100x100 mm 四方) で火災特性の評価が可能である事から、広く使用されている。コーンカロリーメーターにはいくつかの異なる標準モデルがあり、材料の火災特性の評価項目に合わせて選択する事が可能である。コーンカロリーメーターは、製品の安全性、環境、保健サービスといった分野での研究に活用されている。
コーンカロリーメーターは、素材の安全性に関する研究に非常に重要である。コーンカロリーメーターは、さまざまな物質が火とどのように反応するかを簡単に確認する事が可能であり、その情報がわかれば、その材料に頻繁に接触したり、その材料で作業したりする人々を保護するための安全規則を作る事ができる。安全な環境を維持するには、多くの物質の可燃性、燃焼熱、着火性、発熱量、発煙量を知り、理解することが重要であるが、これらはすべてコーンカロリーメーターによって測定可能である。ただし、コーンカロリーメーターの結果を使用して現実の火災について予測する場合、少量のサンプルで行われた試験結果であることを加味して、スケール効果を考慮する必要がある。

## 使用法
コーンカロリーメーターが発明される以前の装置は多くの問題点があり、いくつかの実験にエラーが含まれることが明らかとなっていた。しかし、1982 年にコーンカロリーメーターが開発されることにより改善された。他の装置とは異なり、コーンカロリーメーターは「光学的な測定によって発煙量、重量の測定によってススの発生量を測定する機構」を導入している。測定と設計の改良によって、デバイスの操作がはるかに簡単になり、データの信頼性が向上したことから、火災試験や防火工学において最も重要な装置の 1 つと考えられ、研究での使用は年々増加している。
コーンカロリーメーターの使用法の一例として、少量のサンプルをアルミホイル、ウールと一緒に保持フレームにセットし、排気フードの下で使用する。サンプルを燃焼させるための円錐形のインコネルヒーターは、電気トースターやオーブンと同様に電気を熱に変換し、制御された熱流束をサンプルに加える。サンプルの可燃性は、サンプルへの熱流束の関数として定義される。ヒーターは中央が開いており、燃焼生成物が上向きに排気フードに流れ込む。
円錐形ヒーターを稼働させるための電力と同様に、排気に関する機構もコーンカロリーメーターの非常に重要な部分である。排気チューブには 温度と圧力のセンサーが付いており、ガスサンプル、煙の測定、煤の収集もこの機構を使用して取得される。また、デバイスの熱冷却および調整のために、少量の水の供給を必要とする。

## 標準品
- ASTM E 1354
- ASTM D 5485
- CAN/ULC-S135
- ISO 5660-1
- NFPA 271